# 문지숙
문지숙(文芝淑, 1974년 12월 1일 ~ )은 차의과학대학교 교수, 개혁신당 비례대표 후보이다.

## 경력
서울특별시 출신으로 2001년 2월에 연세대학교 문과대학 심리학과를 졸업했다. 그 뒤 미국 코넬 대학교 대학원에 입학하여 생물통계학 석사 학위를 취득했다가 나중에 영양학을 전공했다. 2006년 8월에 코넬 대학교 대학원에서 신경과학 박사 학위를 취득한 다음에 3개월 동안 박사후 연구원으로 활동했다. 2006년 11월부터 2008년 12월까지 미국 하버드 대학교 의과대학에서 박사후 연구원으로 활동했다.
2009년 1월에 차의과학대학교 바이오공학과 교수로 임용된 이후에 의료통계센터(2009년 설립), 항노화센터(2011년 설립), NPC센터(2015년 설립), 글로벌센터(2019년 설립) 등에서 신경계 질환, 노화 예방과 관련된 줄기세포 연구를 진행했다. 2013년 5월에는 사람의 태반에서 추출한 줄기세포를 이용한 알츠하이머병과 치매 치료 가능성을 발견했고 2016년 8월에는 차바이오텍에서 개발한 알츠하이머병 치료제의 1·2a상 과정에 동시 착수했다.
2019년 6월부터 2024년 3월까지 《한국일보》의 헬시 에이징 코너에 게재된 칼럼들을 집필했다. 2020년 8월에는 사람의 줄기세포에서 추출한 세포외소포에 존재하는 microRNA를 활용한 코로나19 치료 가능성을 발견했다. 2023년 3월 9일에는 국가과학기술자문회의 전문위원으로 선임되었고 2023년 3월에는 김주평 분당차병원 신경외과 교수팀과 함께 태아의 뇌에서 추출한 줄기세포 이식 과정을 통한 파킨슨병 치료 효과를 발견했다. 2024년에 개혁신당에 합류하여 비례대표 후보로 공천받았고 나중에 젠더 특별위원회 위원장을 역임했다.

## 역대 선거 결과
| 실시년도 | 선거  | 대수 | 직책     | 선거구   | 정당     | 득표수      | 득표율         | 순위         | 당락 | 비고 |
| -------- | ----- | ---- | -------- | -------- | -------- | ----------- | -------------- | ------------ | ---- | ---- |
| 2024년   | 총선  | 22대 | 국회의원 | 비례대표 | 개혁신당 | 1,025,775표 | \| \| 3.61% \| | 비례대표 3번 | 낙선 |      |
|          | 3.61% |      |          |          |          |             |                |              |      |      |